# Blue-eyed soul
Blue-eyed soul is een in de Verenigde Staten gekenmerkte omschrijving voor soulmuziek en op soul gelijkende muziek (bijvoorbeeld r&b) van blanke artiesten. Het jargon, bedacht in het midden van de jaren 1960, werd in de jaren 1960 ingeroepen door muziektijdschriften zoals Life, die het gebruikte voor de The Righteous Brothers (album Soul and Inspiration bij Verve Records), Barry McGuire, Sonny & Cher, Chris Farlowe, The Ferris Wheel en Wayne Fontana, andere keren betekende het stijl en hebbelijkheden geassocieerd met soulmuziek en gezongen door blanke muzikanten. Een van de bekendste blue-eyed soul-vertolksters is Dusty Springfield, genaamd de White Queen of Soul. Ook de succesvolle Britse band Simply Red behoort sinds midden jaren 1980 tot deze stijlrichting van de soul. In 2003 maakte de blanke soulzangeres Joss Stone op zich opmerkzaam. Ze vierde met haar album The Soul Sessions grote successen. Hoewel veel rhythm-and-blues-radiostations in de Verenigde Staten in die periode alleen muziek van zwarte muzikanten speelden, begonnen sommigen muziek te spelen van blanke acts die werden beschouwd als soulgevoel en hun muziek werd toen beschreven als blue-eyed soul.

## Geschiedenis

### De jaren 1960
De radio-dj Georgie Woods uit Philadelphia zou in 1964 de term 'blue-eyed soul' hebben bedacht, aanvankelijk om The Righteous Brothers te beschrijven en vervolgens blanke artiesten in het algemeen die airplay kregen op r&b-radiostations. The Righteous Brothers noemden op hun beurt hun lp uit 1964 Some Blue-Eyed Soul. Volgens Bill Medley van de Righteous Brothers waren r&b-radiostations die hun nummers speelden verrast toen ze opdaagden voor interviews en een dj in Philadelphia (niet genoemd door Medley maar waarschijnlijk Georgie Woods) begon te zeggen: Hier is mijn blue-eyed soul brothers. Het werd een code om aan het publiek te signaleren dat ze blanke zangers waren. De populariteit van The Righteous Brothers, die een hit hadden met You've Lost That Lovin' Feelin', zou de trend zijn geweest van r&b-radiostations om nummers van blanke artiesten te spelen in het midden van de jaren 1960, een meer integratieve benadering die toen populair was bij hun publiek. De term 'blue-eyed soul' werd vervolgens toegepast op artiesten als Sonny & Cher, Tom Jones, Barry McGuire en Roy Head.
Blanke muzikanten die r&b-muziek speelden, begonnen echter voordat de term 'blue-eyed soul' werd bedacht. In het begin van de jaren 1960 was bijvoorbeeld een van de zeldzame vrouwelijke soulzangers met blauwe ogen Timi Yuro, wiens vocale repertoire  werd beïnvloed door Afro-Amerikaanse zangers als Dinah Washington.
Lonnie Macks met gospel doordrenkte vocalen uit 1963 leverden hem veel lovende kritieken op als blue-eyed soulzanger. Bands als The Rascals hadden soul-getinte popsongs, maar het was de soulvolle zang van Felix Cavaliere die hen de 'blue-eyed soul' sound gaf. Tegen het midden van de jaren 1960 waren de Britse zangers Dusty Springfield, Eric Burdon en Tom Jones de leidende vocale sterren van de opkomende stijl geworden. Andere opmerkelijke Britse exponenten van 'blue-eyed soul' waren The Spencer Davis Group (met Steve Winwood), Van Morrison en de archetypische mod-band The Small Faces, wiens geluid sterk werd beïnvloed door de huisband Booker T. & the MG's van Stax Records. De blonde, blue-eyed soulzanger Chris Clark werd de eerste blanke zanger die een r&b-hit had met Love's Gone Bad bij Motown Records in 1966. In 1969 werd Kiki Dee de eerste Britse artiest die tekende en opnam bij Motown. Sommige Britse rockbands uit de jaren 1960, zoals The Spencer Davis Group, The Animals, The Rolling Stones (My Girl) en The Who (Heat Wave), coverden motown- en r&b-nummers. In 1967 nam Jerry Lee Lewis, wiens laatste dagen bij Sun Records (1961-1963) werden gekenmerkt door r&b-covers, het album Soul My Way op voor Smash. Delaney & Bonnie (Bramlett) produceerden in 1969 het blue-eyed soulalbum Home bij Stax Records. Michael Sembello, die op 17-jarige leeftijd het huis verliet om te toeren met Stevie Wonder, schreef en speelde op talloze blue-eyed soulhits voor Wonder, Brian McKnight, David Sanborn, Bill Champlin en Bobby Caldwell. Todd Rundgren begon zijn carrière in Woody's Truck Stop, een band gebaseerd op het model van de Paul Butterfield Blues Band.
Na de splitsing van Big Brother and The Holding Company, vormde Janis Joplin de nieuwe achtergrondband de Kozmic Blues Band, bestaande uit sessiemuzikanten als toetsenist Stephen Ryder en saxofonist Cornelius 'Snooky' Flowers, evenals voormalig Big Brother and the Holding Company-gitarist Sam Andrew en toekomstige Full Tilt Boogie Band-bassist Brad Campbell. De band werd beïnvloed door de Stax-Volt rhythm-and-blues- (r&b) en soulbands van de jaren 1960, zoals Otis Redding en The Bar-Kays.

### De jaren 1970
Hamilton, Joe Frank & Reynolds en The Grass Roots hadden allebei succesvolle 'blue-eyed soul'-singles, de eerste met Don't Pull Your Love (1971) en de laatste met Two Divided by Love (1971) en The Runway (1972). In 1973 hadden de Amerikaanse band The Stories en de Canadese band Skylark successen met hun respectievelijke 'blue-eyed soul'-singles Brother Louie en Wildflower. In februari 1975 werd Tower of Power de eerste blanke/gemengde act die op Soul Train verscheen. Eveneens in 1975 bracht David Bowie, een andere vroege blanke artiest die op Soul Train verscheen, Young Americans uit, een populair 'blue-eyed soul'-album dat Bowie zelf 'plastic soul' noemde. Het bevatte het op funk geïnspireerde Fame, dat Bowie's eerste nummer 1-hit in de Verenigde Staten werd. Silver Album (echte titel Daryl Hall & John Oates) van Hall & Oates uit 1975 bevat de ballad Sara Smile, lang beschouwd als een 'blue-eyed soul'-standard. De andere soulvolle hit She's Gone werd oorspronkelijk uitgebracht in 1973, maar deed het beter als een heruitgave na Sara Smile.

### De jaren 1980
Het hitparadesucces van 'blue-eyed soul'-muziek was het grootst toen de singles van Hall en Oates veel gedraaid werden op de stedelijke radio, zoals het geval was met I Can't Go for That (No Can Do), Kiss on My List, One on One, Say It Isn't So, Adult Education, Out of Touch, Method of Modern Love en Everytime You Go Away. De meeste van die singles kwamen in de r&b- en dance-hitlijsten terecht, waaronder enkele nummer 1-hits. In 1985 bracht Simply Red Holding Back the Years uit, een van de meest succesvolle 'blue-eyed soul'-ballads. Money's Too Tight (to Mention) en andere singles van de band presteerden ook goed.
Andere succesvolle 'blue-eyed soul'-nummers uit de jaren 1980 zijn onder meer de cover van You Can't Hurry Love (1982) van Phil Collins;  Do You Really Wanna Hurt Me (1982), Time (Clock of the Heart) (1982) en Church of the Poison Mind (1983) van Culture Club; Come on Eileen (1983) van Dexys Midnight Runners; Shout to the Top (1984) van The Style Council; Lovergirl van Teena Marie (1985);  Every Time You Go Away (1985) van Paul Young; Missionary Man (1986) van The Eurythmics en Roll with It (1988) van Steve Winwood. Toen het decennium ten einde liep, had de Britse artieste Lisa Stansfield aanzienlijk succes op de r&b-radio en scoorde ze drie nummer één r&b-hits, waarvan All Around the World de meest populaire was.
Halverwege de jaren 1980 vond George Michael enig succes in de Amerikaanse Hot R&B/Hip-Hop Songs met hitsingles als Careless Whisper en Everything She Wants, maar het was pas toen hij zichzelf opnieuw uitvond als een blanke soulzanger met het uitbrengen van zijn multi-platina album Faith (1987). Het album was opmerkelijk omdat het zich plaatste in de Top R&B/Hip-Hop Albums-hitlijst op nummer één, waardoor het het eerste album van een blanke artiest was die de eerste plaats op die lijst bereikte, voornamelijk vanwege de gospel-beïnvloede singles die werden uitgebracht uit de album, zoals Father Figure en One More Try. In 1989 behaalde hij drie overwinningen bij de American Music Awards, waaronder «Favorite Soul/r&b Male Artist» en «Favorite Soul/R&B Album» voor Faith. Paul Carrack met nummers als I Need you en What a way to go op het album Surburban Voodoo uit 1982, in de band Squeeze of later als leadzanger in de jaren 1990 met The Living Years van Mike & the Mechanics. Paul Carrack bracht later in 2000 veel Soul-Cover Albums uit en werkte bij verschillende platen als achtergrondzanger en op keyboards (Simply Red, Elton John).

### De jaren 1990
Dance-popzanger Rick Astley stapte in het begin van de jaren 1990 over op 'blue-eyed soul' en adult contemporary met Free, met de hit Cry for Help.

### De jaren 2000 en 2010
Joss Stone kreeg veel bijval kort na het uitbrengen van haar eerste album The Soul Sessions in 2003. De Schotse muzikant Paolo Nutini wiens eerste twee albums werden beïnvloed door soulmuziek zijn door de British Phonographic Industry met vijfvoudig platina gecertificeerd. Adele's debuutalbum 19 was een wereldwijd succes.

## Recensies
Eind jaren 1980 volgde een terugslag, toen sommige zwarte mensen het gevoel hadden dat blanken de populariteit van hun muziek te gelde maakten. Over de omvang van de terugslag was echter niet algemeen overeenstemming bereikt. In 1989 publiceerde Ebony Magazine een artikel waarin werd onderzocht of blanke mensen r&b 'overnamen'. Het artikel bevatte verschillende leden van de muziekindustrie, zowel zwart als wit, die geloofden dat samenwerking een verbindende kracht was en men was het erover eens dat de toekomst van r&b niet in gevaar werd gebracht door het hedendaagse stedelijke geluid. Een soortgelijk artikel in Ebony, geschreven in 1999, benadrukte tegenstrijdige meningen over de invloed van blue-eyed soul. De bron van onenigheid ging echter niet over de artistieke verdienste van blue-eyed soul, maar eerder over de economische ongelijkheid die bleef bestaan in het Amerikaanse leven en binnen de muziekindustrie.